# Балаян Гарегін Шегієвич
Балаян Гарегін Шегійович (28 лютого 1912, с. Гюлюстан, нині смт, Азербайджан — 25 вересня 1943, похований у с. Зарубинці Канівського району Київської області) — військовик.

## Біографія
Герой Радянського Союзу (1943, посмертно). Учасник радянсько-фінської та Другої світової воєн. Має державні нагороди СРСР. Працював у колгоспі. В армії від 1934. Закінчив курси молодших лейтенантів (1939). На фронті від 1941. Відзначився у вересні 1943 під час форсування Дніпра в районі с. Зарубинці, забезпечивши переправу частин бригади. Загинув в одному із цих боїв.

## Пам'ять
У смт Шаумянівськ (Азербайджан) встановлено погруддя.